# Tapacarí
Tapacarí è un comune (municipio in spagnolo) della Bolivia, l'unico della provincia di Tapacarí (dipartimento di Cochabamba) con 33.402 abitanti (dato 2010).

## Cantoni
Il comune è suddiviso in 4 cantoni:
- Challa
- Leque
- Ramadas
- Tapacarí